# Bell P-63 Kingcobra
Bell P-63 Kingcobra – samolot myśliwski produkcji amerykańskiej, następca samolotu P-39 Airacobra. Pomimo że oba te samoloty wyglądają bardzo podobnie, w rzeczywistości P-63 był zupełnie nową konstrukcją i samoloty te nie miały żadnych wspólnych części czy podzespołów.
W porównaniu ze swoim poprzednikiem samoloty P-63 miały znacznie lepsze osiągi na dużych wysokościach, zawdzięczały to głównie nowemu silnikowi z turbosprężarką oraz nowej konstrukcji skrzydła z przepływem laminarnym, ale nie dorównywały używanym już wtedy P-51 Mustangom i nie weszły na uzbrojenie USAAF jako myśliwce. Większość produkcji została wysłana w ramach pomocy Lend-Lease do Związku Radzieckiego.

## Powstanie konstrukcji
Już po wejściu do służby P-39 zdawano sobie sprawę ze słabych osiągów tego samolotu na dużych wysokościach, co było spowodowane zastosowanym silnikiem i usunięciem turbosprężarki. Wytwórnia Bell Aircraft Corporation rozwiązania tego problemu poszukiwała na dwóch drogach. Po pierwsze, poprzez modyfikację P-39 – tak powstała wersja XP-39E, na której zainstalowano wysokościowy silnik i zmieniono częściowo konstrukcję. Zbudowano jednak tylko 3 prototypy tej wersji i zrezygnowano z dalszego rozwijania projektu z uwagi na to, że drugi projekt rodził większe nadzieje na sukces. Opracowano całkowicie nową konstrukcję z wysokościowym silnikiem. Z tych prac właśnie narodził się P-63.
Pierwsze wyniki prac nad P-63 były gotowe już w lutym 1941 roku i były na tyle zachęcające, że poproszono firmę Bell o przedstawienie wstępnego projektu, co stało się 1 kwietnia 1941 roku. Jeszcze przed pierwszym lotem maszyny, we wrześniu 1942 roku, lotnictwo wojskowe USA złożyło zamówienie na 3 samoloty (prototypy) pod oznaczeniem P-63A – dwa do prób w locie i jeden do prób statycznych. Samolot miał być uzbrojony tak samo jak P-39Q, czyli w 1 działko lotnicze 37 mm strzelające przez wał śmigła, 2 wkm 12,7 mm w kadłubie i 2 wkm 12,7 mm w gondolach podskrzydłowych. Ponieważ w trakcie prac masa samolotu wzrosła do 4170 kg, lotnictwo USA zażądało obniżenia jej do 3400 kg. Udało się ją obniżyć do 3413 kg, redukując uzbrojenie z 4 wkm 12,7 mm i działka 37 mm do 2 wkm i działka w kadłubie. Pierwotnie przewidywano, że samolot będzie napędzany silnikiem rzędowym Continental V-1430, ale z powodu opóźnień w jego rozwoju przystosowano jednocześnie projekt do silnika Allison V-1710, a w lutym 1942 roku ostatecznie zrezygnowano z projektu zastosowania silnika Continental.
W P-63 zachowano ogólną koncepcję z samolotu P-39. Silnik umieszczono w kadłubie w nietypowym miejscu, blisko środka jego długości, za kabiną pilota, a podwozie było trójpodporowe z kołem przednim. Uzbrojenie mieściło się w nosie maszyny. Samolot był jednak większy od P-39. Zastosowano silnik Allison V-1710-45, taki sam jak w XP-39E, ale oprócz jednostopniowej sprężarki mechanicznej, dodano jeszcze drugi stopień w postaci turbosprężarki, co od razu poprawiło osiągi na dużych wysokościach. Ponieważ samolot był większy niż P-39 i cięższy, a możliwości poprawy osiągów przez zmniejszenie masy lub zastosowanie silnika o większej mocy były ograniczone, zdecydowano się zastosować w skrzydłach profil laminarny, który zapewniał zmniejszenie oporów stawianych przez samolot. Jako standardowego użyto śmigła czterołopatowego i odmiennie skonstruowano przód kadłuba maszyny, aby uzyskać łatwiejszy dostęp do uzbrojenia.
Prototyp XP-63 został oblatany dopiero 7 grudnia 1942 roku. Był on uzbrojony w działko i 2 wkm w kadłubie. Początkowo nie osiągnięto założonej prędkości maksymalnej, ale po uszczelnieniu wszelkich powierzchni płatowca i zaprojektowaniu nowej osłony przejścia kadłub-skrzydło, prototyp osiągnął na wysokości 6827 metrów prędkość 655 km/h. Wznosił się na tę wysokość w 7 minut, a pułap operacyjny wynosił 11 277 metrów. Były to, jak na tamte czasy, osiągi rewelacyjne. Prototyp został rozbity 28 stycznia 1943 roku ze względu na problemy z nie do końca schowanym podwoziem i wskutek pomyłki pilota, który ze względu na ciemność, posadził go obok pasa startowego. 5 grudnia 1942 roku oblatano drugi prototyp, który też został rozbity 26 maja 1943 roku. Pomimo utraty obu prototypów w wypadkach, program rozwoju konstrukcji nadal kontynuowano. Wyniki badań tych dwóch prototypów wykorzystano przy budowie trzeciego prototypu.
Ponieważ planowano zbudować wersję P-63B napędzaną silnikiem Packard Merlin V-1650-5, postanowiono zbudować prototyp z tym silnikiem, oznaczony jako XP-63A. Ponieważ silniki te nie były dostępne (wszystkie wykorzystywano do produkcji P-51 Mustang) i na tym prototypie zainstalowano silnik Allison V-1710-93, miał on moc startową 1325 KM i dzięki instalacji wtrysku wody osiągał on krótkotrwałą moc bojową 1825 KM. Układ wydechowy miał 12 końcówek z każdej strony kadłuba (a nie 6 jak w XP-63). Z uwagi na mały zasięg wynikający z małych zbiorników wewnętrznych, dodano pod skrzydłami po zaczepie do przenoszenia dodatkowych zbiorników paliwa. Można też na nich było przenosić bomby. Uzbrojenie zwiększono o 2 karabiny kal. 12,7 mm pod skrzydłami. Tylną część osłony kabiny wykonano z blachy, a nie szkła. Oblatano go 26 kwietnia 1943 roku. Osiągnął on na wysokości 7345 metrów prędkość aż 678 km/h. Na 6096 metrów wznosił się w 5 minut 47 sekund, a jego pułap wynosił 14 081 metra. Na samolocie aż 4-krotnie zmieniono silnik z uwagi na testy instalacji wtrysku wody. Zanim zakończono testy tej maszyny, rozpoczęto już produkcję wersji seryjnej P-63A.
Oficjalną nazwę „Kingcobra” (kobra królewska) samolotowi nadano dopiero w połowie 1944 roku.

## Wersje samolotu
P-63A
Pierwszą wersją produkowaną seryjnie od 29 września 1943 roku, była P-63A. Pierwsza odmiana P-63A-1 była prawie identyczna z prototypem XP-63A. Zwiększono średnicę śmigła o jeden cal, do 3,53 m, zmieniono rozpiętość klap i powiększono powierzchnię usterzenia poziomego. Opancerzenie kabiny pilota ważyło 39 kg, a wewnętrzne zbiorniki paliwa miały pojemność 378 litrów. Uzbrojenie stanowiło: w kadłubie działko M4 kal. 37 mm z zapasem 30 pocisków i 2 wkm 12,7 mm z zapasem 270 pocisków na każdy oraz 2 wkm 12,7 mm, po jednym pod każdym skrzydłem, z zapasem 250 pocisków na każdy. Ponadto pod kadłubem mógł przenosić albo bombę o masie do 226 kg, albo zbiornik paliwa o pojemności 283 litry. Zbudowano 50 sztuk tej odmiany. W odmianie P-63A-5 pojawił się na grzbiecie kadłuba maszt radiowy i ta zmiana została zachowana w późniejszych wersjach. Zwiększono też masę opancerzenia pilota do 81 kg. Zbudowano 20 sztuk tej odmiany. Dostarczono je do ZSRR bez karabinów w skrzydłach. Odmiana P-63A-6 miała dodatkowo pod każdym skrzydłem zaczep do przenoszenia zbiornika paliwa do 283 litrów lub bomby do 226 kg. Zbudowano 130 sztuk tej odmiany. Zbudowane do listopada 1943 roku Kingcobry miały częściowo ograniczony zakres korzystania z uwagi na obniżone dopuszczalne ciśnienie ładowania silnika, który nie przeszedł jeszcze wtedy w pełni wszystkich testów. Ponadto doznawały one awarii i rozbijały się z powodu, jak się potem okazało, źle skonstruowanego pływaka w gaźniku; po jego poprawieniu awarii z tego powodu już nie odnotowano. Odmiana P-63A-7 miała śmigło o troszkę mniejszej średnicy, zwiększoną rozpiętość usterzenia poziomego o 40,6 cm i zwiększoną cięciwę steru wysokości, zmodyfikowano ponadto mocowanie uzbrojenia w nosie kadłuba. Zmniejszono też pojemność podskrzydłowych dodatkowych zbiorników paliwa do 243 litrów. Zbudowano 170 sztuk tej odmiany. W P-63A-8 zwiększono masę opancerzenia do 86 kg, zastosowano wtrysk wody do silnika, co pozwalało zwiększyć jego moc i ta zmiana została zachowana we wszystkich późniejszych wersjach. Zastosowano też nowe śmigło AeroProp, dzięki czemu ta wersja osiągnęła prędkość 679 km/h na 5486 metrach. Na wysokość 6096 m wznosił się tylko w 4,8 minuty. Zmniejszono liczbę amunicji dla karabinów w skrzydłach do 200 sztuk na każdy i zastosowano nowy fotokarabin Typ N-6. Zbudowano 200 sztuk tej odmiany. W odmianie P-63A-9 zwiększono masę opancerzenia do 90 kilogramów, zmieniając płytę pancerną za pilotem, poza tym była ona identyczna z A-8. Zbudowano jej 445 sztuk. Odmiana P-63A-10 mogła przenosić rakiety pod skrzydłami i miała zwiększoną masę opancerzenia do 107 kg. Zastosowano nowe działko M10 zamiast M4, o tym samym kalibrze 37 mm i zwiększono zapas amunicji do 57 pocisków. Zmniejszono jednak zapas paliwa o 39 litrów i zastosowano nowy celownik elektryczny Typ N-9. Pod skrzydłami mogła przenosić po jednej trzyrurowej wyrzutni niekierowanych pocisków rakietowych XM-241. Zbudowano 730 sztuk tej odmiany. Łącznie od października 1943 roku do grudnia 1944 roku wyprodukowano 1725 egzemplarzy wersji P-63A wszystkich odmian.
Pod koniec 1943 roku rozpoczęto testy aerodynamiczne w tunelu NACA jednego egzemplarza P-63A-1. W ich wyniku stwierdzono konieczność m.in. modyfikacji wlotu powietrza do gaźnika i potrzebę dodania płetwy podkadłubowej (wprowadzono w wersji C), podwyższenia steru kierunku (wprowadzono w wersji F) oraz potrzebę zmiany konstrukcji steru kierunku.
W marcu 1944 roku lotnictwo USA rozpoczęto testy porównawcze P-63 z P-47D-20 Thunderbolt, P-51B-5 Mustang i P-38J-15 Lightning w celu oceny przydatności bojowej P-63. Po testach uznało, że samolot ten nie nadaje się do służby bojowej w tym okresie. Do testów użyto dwóch egzemplarzy P-63A-5 i jednego P-63A-1, wyposażonych jednak w śmigło Curtiss Electric o średnicy zmniejszonej do 3,38 metra. Testy wykazały, że P-63 ma spośród tych samolotów najniższą prędkość maksymalną i najmniejszy zasięg operacyjny (czyli lot, walka i powrót na lotnisko). Prędkość wznoszenia była gorsza tylko od P-51, ale lepsza od P-47 i P-38. P-63 był natomiast najlepszy ze wszystkich samolotów pod względem zwrotności. W nurkowaniu Kingcobra była lepsza tylko od P-38. Źle wypadła też ocena uzbrojenia, zwłaszcza działka, ze względu na własności balistyczne. Postanowiono, że samoloty zostaną przekazane do Związku Radzieckiego w ramach pomocy Lend-Lease.
P-63B
Nie zbudowano ani jednego egzemplarza wersji P-63B. Wersja ta miała być napędzana silnikiem Packard Merlin V-1650-5 (o mocy 1400 KM), licencyjną wersja znanego silnika Rolls-Royce Merlin, używanego do napędu m.in. Hawker Hurrican czy Supermaine Spitfire. Zastosowanie tego silnika wymagało dość dużych zmian w konstrukcji maszyny, co z kolei wymagało przeprowadzenia testów i przedłużałoby czas do gotowości tej wersji do produkcji. Ponadto z obliczeń wynikało, że wersja ta będzie cięższa o prawie 200 kilogramów od wersji z silnikiem Allison, co w sumie nie dawałoby prawie żadnego zysku w osiągach na zastosowaniu nowego silnika. Ponadto cała produkcja silnika Packard Merlin była przede wszystkim przeznaczona dla już produkowanego P-51 i mogłyby wystąpić problemy z jego dostępnością. Dlatego zarzucono prace nad tym projektem.
P-63C
Produkcję wersji C rozpoczęto w styczniu 1945 roku. Wersja P-63C-1 była podobna do P-61A-10. Napędzana była jednak silnikiem Allison V-1710-117 o mocy startowej 1325 KM, o krótkotrwałej mocy bojowej 1500 KM na poziomie morza i o mocy 1800 KM z wtryskiem wody na wysokości 7315 m, a rozpiętość skrzydeł była mniejsza o 25,4 cm. Masa opancerzenia wynosiła 91 kg, a pojemność zbiorników wewnętrznych paliwa do 405 litrów. Dodano statecznik podkadłubowy na spodzie tylnej części kadłuba i statecznika, aby poprawić stateczność kierunkową. Ponadto, uwzględniając pozostałe zalecenia NACA zmieniono chwyt powietrza (na wyższy) do gaźnika. Odmiana ta na wysokość 6096 m wznosiła się w 5 minut a prędkość maksymalna wzrosła do 683 km/h na wysokości 5684 m. Zbudowano 215 sztuk tej odmiany. W odmianie P-63C-5 miała zaczepy pod kadłubem i skrzydłami do przenoszenia dodatkowych zbiorników paliwa lub bomb. Rozpiętość skrzydeł też była zmniejszona jak w C-1. Masa opancerzenia wynosiła 201 kg. Zbudowano 1012 sztuk tej odmiany. Łącznie wyprodukowano 1227 maszyn wersji C. 4 marca 1945 roku miały miejsce symulowane walki powietrzne P-63C-5 i P-47, prawdopodobnie z jego ówczesną najnowszą wersją. W każdym przypadku P-63 z łatwością „zestrzeliwał” P-47 i wykazał się lepszym wznoszeniem i zwrotnością w płaszczyźnie poziomej.
P-63D
Wersja P-63D była tak naprawdę wersją testową, zbudowaną tylko w jednym egzemplarzu. Napędzana była silnikiem Allison V-1710-109 o mocy startowej 1425 KM i krótkotrwałej mocy bojowej z wtryskiem wody 1750 KM. Gaźnik w tej wersji silnika umieszczono pomiędzy obiema sprężarkami i z tego powodu chwyt powietrza musiał być przesunięty bardziej do tyłu. Silnik pracował też z większą prędkością obrotową co wpływało na jego moc i osiągi. Skrzydła miały większą rozpiętość o 25,4 cm i powierzchnię nośną. Nie miała ona płetwy ustateczniającej pod ogonem jak wersja C. Opracowano dla niej całkiem kroplową osłonę kabinę pilota z odsuwaną owiewką, zamiast jak w poprzednich wersjach, z drzwiami typu samochodowego. Poprawiło to radykalnie widoczność z kabiny we wszystkich kierunkach. Zastosowano też działko M9E1 kal. 37 mm z zapasem 48 pocisków. Wersja ta została oblatana na początku 1945 roku. Osiągała prędkość maksymalną 703 km/h na wysokości 9144 m i 727,4 km/h na wysokości 8473 m. Na wysokość 6096 metra czas wznoszenia wynosił 4,4 minuty. Samolot uległ katastrofie na skutek awarii silnika, w której zginął również jego pilot. Ponieważ osiągi maszyny były zbliżone do najnowszego Mustanga P-51D, który już znajdował się w produkcji i nie widziano potrzeby produkcji nowego typu maszyny.
P-63E
W wersji P-63E zastosowano z wersji D powiększone skrzydła, silnik wraz z rozmieszczeniem gaźnika i kroplową osłonę kabiny, ale powrócono do drzwi typu samochodowego po obu stronach kadłuba. Zastosowano też nowe śmigło AeroProp. Uzbrojenie stanowiło działko M-10, ale możliwe też było zastosowanie działka T-10 o kalibrze 20 mm z zapasem 175 pocisków. Ponadto pod każdym skrzydłem można było podwieszać trzyrurową wyrzutnię niekierowanych pocisków rakietowych. W wersji P-63E-1 zastosowano też, znany z wersji C, statecznik podkadłubowy i zwiększono o 106 litrów pojemność wewnętrznych zbiorników paliwa. Pomimo zamówienia na 1574 sztuki tej wersji, ostatecznie z uwagi na koniec wojny w Europie, zbudowano tylko 13 egzemplarzy. Nie zbudowano też z tego powodu ani jednego egzemplarza odmiany P-63E-5 (z planowanych 1674). Miała ona mieć zmienioną tablicę z przyrządami w kabinie, zmienioną osłonę silnika, nowe oprofilowanie przejścia kadłub-skrzydło, nowy statecznik pionowy i zmieniony poziomy.
P-63F
Wersja P-63F miała powiększone i wyższe (bardziej smukłe) usterzenie oraz powiększony statecznik podkadłubowy. Napędzana była silnikiem Allison V-1710-133 o mocy startowej 1500 KM i mocy bojowej z wtryskiem wody 2200 KM. Dzięki temu wysokość 6096 m osiągał tylko w 3 minuty. Wersję tę oblatano w kwietniu 1945 roku i zbudowano tylko 2 egzemplarze. Na jednym z nich testowano nowe usterzenie, które miało być zastosowane w P-63E-5.
RP-63A i C
P-63 służył w lotnictwie USA nie jako myśliwiec, ale po odpowiednich przeróbkach jako latający cel, do szkolenia strzelców samolotów bombowych. Projekt przebudowy P-63 do tego celu powstał w lipcu 1944 roku. Wybrano P-63 ponieważ potrzebowano samolotu jak najbardziej podobnego do występujących w rzeczywistych warunkach bojowych, a po drugie maszyny te były od razu dostępne, w przeciwieństwie do innych myśliwców, ponieważ używano ich w USA nie w jednostkach bojowych, ale szkoleniowych. Pierwszymi maszynami przystosowanymi do tych zadań było 5 maszyn wersji A-9, które po odpowiednich modyfikacjach nazwano RP-63A-11. Usunięto z nich całe uzbrojenie i opancerzenie i zamiast tego zainstalowano balast o masie 195 kg. Usunięto też zewnętrzne zaczepy do zbiorników paliwa i związaną z tym instalację paliwową. Z silnika usunięto instalację do wtrysku wody. Dodano też osłony całkowicie zakrywające wnęki podwozia. Cały samolot pokryto następnie 675 kg metalu w postaci płyt przymocowanych nitami. Do strzelania używano specjalnie zaprojektowanych ołowiono-grafitowych kul, które po trafieniu łatwo się rozpadały. Na tak pokrytym samolocie następnie zamontowano specjalne płyty z czujnikami (109) do liczenia trafień. Na czubku kołpaka śmigła, tam gdzie normalnie był wylot lufy działka, zainstalowało żarówkę, która się zapalał w razie trafienia. Z tego powodu samolot ten uzyskał przezwisko „Pinball” (bilard elektryczny, czyli nazwa gry zręcznościowej na automacie, gdzie w razie uzyskania punktów zapalały się światełka, flipper). Okazało się jednak, że ten system rejestrował tylko 5 procent trafień. Ponieważ podczas użytkowania zdarzały się wypadki zestrzelenie RP-63 w tym z uwagi na trafienia we wlot powietrza do gaźnika, przetestowano kilka rodzajów chwytów powietrza (taki sam jak w P-63A, potem odwróconą jeśli chodzi o kierunek loty, potem sam prostokątny otwór w kadłubie), zanim wybrano ten, który wydawał się najmniej wrażliwy na takie trafienia, o niskim profilu w kształcie półksiężyca. Wersja RP-63A-11 była w zasadzie wersją testową. Następnie w oparciu o wersję P-63A-10 wyprodukowano 95 egzemplarzy wersji RP-63A-12. Na latające cele przebudowano też 200 maszyn P-63C i oznaczono je jako RP-63C-2, były on podobne do RP-63A, ale napędzane silnikiem V-1710-117 bez instalacji wtrysku wody, podkadłubowego stabilizatora, pozostawiono w nich jednak normalny, jak u P-63C, chwyt powietrza do silnika. W 1948 wszystkim maszynom RP-63A zmieniono oznaczenia na QF-63A a RP-63C na QF-63C.
RP-63G
Wersja RP-63G była od początku projektowana jako latający cel. Na jej prototypy przebudowano dwa egzemplarze P-63C. Na bocznej powierzchni kadłuba i górnej powierzchni skrzydeł umieszczono lampki, które się zapalały w razie trafienia oraz zmieniono wlot powietrza do silnika. Zamówiono 450 egzemplarzy tej wersji. Miała być ona napędzana silnikiem Allison V-1710-135 o mocy startowej 1200 KM, zmieniono przełożenie przekładni sprężarki. Zainstalowano wzmocnione opancerzenie w okolicach kabiny pilota o masie aż 952,5 kg. Nie miały też podkadłubowego stabilizatora. Wyprodukowano jednak tylko 30 egzemplarzy, a resztę zamówienia odwołano. W 1948 roku wersji tej zmieniono nazwę na QF-63G. Wszystkie wersje RP-63 osiągały prędkość maksymalną około 482 km/h.
XP-63H
Planowano zbudować też wersję XP-63H (część źródeł nie potwierdza w ogóle, że miała istnieć taka wersja)napędzaną silnikiem Allison V-1710-127. Silnik ten był połączeniem zwykłego silnika tłokowego z turbiną napędzaną energią gazów wylotowych połączoną bezpośrednio z wałem silnika. Dzięki tak niezwykłej konstrukcji osiągał on na wysokości 9144 m moc aż 1530 KM z czego aż 550 KM miało pochodzić z samej turbiny. Z uwagi jednak na rozwój samolotów o napędzie odrzutowym, prace nad tą wersją zarzucono.
L-39
Pod koniec wojny samoloty myśliwskie, osiągające duże prędkości bliskie prędkościom dźwięku, napotykały duże problemy w locie związane ze wzrostem oporu aerodynamicznego (zjawisko ściśliwości). Kiedy po zakończeniu wojny uzyskano dostęp do niemieckich badań w zakresie aerodynamiki (które były dużo bardziej zaawansowane niż w innych krajach), w tym w zakresie skośnych skrzydeł, które mogły być rozwiązaniem tych problemów. Marynarka USA postanowiła przeprowadzić badania w zakresie właściwości skośnych skrzydeł w niskich prędkościach i przy przeciągnięciu. Zamówiła ona w firmie Bell modyfikację dwóch egzemplarzy P-63C-5, na których zamontowano skośne skrzydła o skosie zewnętrznych części wynoszącym 35 stopni. Usunięto z nich całe opancerzenie i uzbrojenie. Oba egzemplarze (początkowo nazwano je jako XP-63N) nazwano odpowiednio L-39-1 i L-39-2 (litera „L” to oznaczenie wytwórni Bell w oznakowaniu marynarki). L-39-1 pierwszy raz wzniósł się w powietrze 26 kwietnia 1946 roku. Po pierwszych testach okazało się, że środek ciężkości jest przesunięty zbyt do przodu. Problem postanowiono rozwiązać zamieniając śmigło 4-łopatowe na 3-łopatowe, przejęte wprost z P-39Q-10. L-39-1 miał niezadowalającą stateczność kierunkową i L-39-2 miał dłuższy o 1,22 m kadłub i powiększony statecznik. Na obu egzemplarzach testowano sloty o różnej długości na krawędziach natarcia skrzydła (od 20 do 100% długości skrzydła). Optymalną wielkość slotów określono na 60 do 80% długości skrzydła. L-39-1 przekazano do dalszych badań do NACA, a L-39-2 pozostał w wytwórni Bell.
TP-63
Wersja TP-63A-10 była propozycją zbudowania dwumiejscowej wersji szkolno-treningowej maszyny. Z samolotu usunięto całe uzbrojenie i w nosie przed kabiną pilota zabudowano nową kabinę, które połączono wspólnym kokpitem. Z tyłu kadłuba, na spodzie, dodano dodatkową powierzchnię ustateczniającą. Powstały jednak tylko 3 takie maszyny w ZSRR.
Na potrzeby wewnętrzne wytwórni Bell zbudowano w niej inną wersję dwumiejscową, gdzie drugą kabinę umieszczono z tyłu kadłuba, aż za silnikiem. Zbudowano dwie takie maszyny.
Egzemplarze testowe
Pod koniec wojny, w 1944 roku, przebudowano jeden egzemplarz P-63A-9 o numerze 42-64606, montując na nim usterzenie w kształcie litery V (usterzenie motylkowe lub Rudlickiego). Dodano ponadto na spodzie kadłuba dodatkową powierzchnię ustateczniającą. Wykonano na nim loty testowe. Okazało się, że jest on podłużnie niestabilny przy locie z niskimi prędkościami. W 1948 roku w lotnictwie USA powróciło zainteresowanie usterzeniem motylkowym pod kątem zastosowania go w samolotach z napędem odrzutowym. Przebudowano tak jeden egzemplarz RP-63G o numerze 45-57300 (być może stosowano wobec niego też oznaczenia XP-63N). Samolot ten nie miał dodatkowej powierzchni ustateczniającej, jak egzemplarz zbudowany pod koniec wojny. Miał możliwość zmiany kąta zaklinowania usterzenia albo pod kątem 38 albo 43 stopni. Testy wykazały dobrą stateczność, ale samolot miał problemy przy bocznym wietrze w czasie startu i lądowania.
W 1944 roku prowadzono na P-63 testy zastosowania podwozia z nartami. Testy prowadzono w Kanadzie na jednym egzemplarzu P-63A-6. Dokończono je zimą 1944 na 1945 w wytwórni w Buffalo na egzemplarzu A-1. Podwozia tego potem nigdy jednak nie zastosowano na P-63.

## Zastosowanie
Z ogólnej liczby 3303 wyprodukowanych P-63, aż 2421 maszyn wysłano do ZSRR w ramach pomocy Lend-Lease; w trakcie transportu utracono 21 z nich. Prawie wszystkie wysłano drogą powietrzną, przez Alaskę i Syberię, począwszy od czerwca 1944 roku. Stanowiło to zarazem 1/4 myśliwców dostarczonych do ZSRR z USA. Na uzbrojenie lotnictwa zaczęły wchodzić jednak dopiero wiosną 1945 roku, zaczynając od pułków myśliwskich obrony Moskwy. Bojowo zostały użyte w walkach z Japonią w Mandżurii. Odnotowano tylko jedno zwycięstwo powietrzne na P-63 15 sierpnia. P-63 uważany był za najlepszy myśliwiec zachodni dostarczany w ramach Lend-Lease. O ile według „oficjalnej” historii Związku Radzieckiego znaczenie pomocy Lend-Lease jest marginalizowane, to w rzeczywistości zarówno Airacobry, jak i Kingcobry świetnie sprawdziły się w taktycznych warunkach frontu wschodniego z uwagi m.in. na uzbrojenie w działko. Po zakończeniu wojny te P-63, które w dużej liczbie pozostały w służbie radzieckiej, otrzymały w kodzie NATO oznaczenie: „Fred”. Kilkadziesiąt egzemplarzy przebudowano na dwumiejscową wersję szkolno-treningową P-63U lub P-63W, przydatną zwłaszcza do przeszkalania pilotów na samoloty z podwoziem trójpodporowym, jakie miały myśliwce odrzutowe nowego pokolenia.

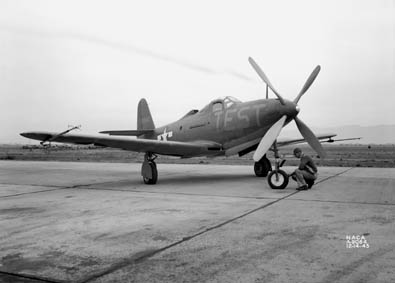
Kingcobra

W 1945 roku 112 (według innych źródeł, 114) samolotów P-63C zostało dostarczone siłom powietrznym Wolnych Francuzów, ale nie zdążyły one wziąć udziału w wojnie. Weszły na wyposażenia powojennych Francuskich Sił Powietrznych (Armée de l’air) i wyposażono w nie, w lipcu i sierpniu 1945 roku, dwa dywizjony myśliwskie stacjonujące w Afryce Północnej (jednostki na kontynencie były wyposażane w P-47). Większość z nich była jednak nieużywana, lecz zmagazynowana. Kiedy wybuchła I wojna indochińska, USA nie zgodziły się, aby wysłano do Wietnamu jednostki wyposażone w P-47. W 1949 wyciągnięto więc z magazynów P-63. Wyposażono w nie 5 dywizjonów myśliwskich. Wykorzystywano je do atakowania celów naziemnych, zrzutu bomb i napalmu. Z uwagi jednak na ich szybkie zużywanie się i utratę 30 maszyn w walkach i wypadkach, zostały one szybko wycofane. Ostatni lot bojowy miał miejsce w kwietniu 1951 roku, a we wrześniu 1951 roku zaprzestano już w ogóle ich używania.

## Parametry i osiągi
| Wersja   | Długość | Rozpięt. | Wysok. | Pow. nośna | Masa własna | Masa całk. | Pręd. max.                                               | Pułap   | Zasięg  | Wznoszenie                           |
| -------- | ------- | -------- | ------ | ---------- | ----------- | ---------- | -------------------------------------------------------- | ------- | ------- | ------------------------------------ |
| XP-63    | 9,05 m  | 11,68 m  | 3,48 m | – m²       | 2746 kg     | 3413 kg    | 655 km/h na 6827 m                                       | 11277 m | 3540 km | 7 min na 6827 m,                     |
| XP-63A   | 9,05 m  | 11,68 m  | 3,48 m | – m²       | – kg        | – kg       | 678 km/h na 7345 m                                       | 14081 m | 3540 km | 5 min 47 sek. na 6096 m,             |
| P-63A-10 | 9,05 m  | 11,68 m  | 3,82 m | – m²       | 2891 kg     | 3992 kg    | 580 km/h na 1524 m 630 km/h na 4572 m 660 km/h na 7620 m | 13100 m | 3540 km | 7,3 min na 7620 m,                   |
| P-63C-5  | 9,96 m  | 11,7 m   | 3,82 m | 30,42 m²   | 3995 kg     | 4858 kg    | 590 km/h na poziomie morza 656 km/h na 7625 m            | 11800 m | 4120 km | 5 min na 6096 m 8,6 min na 7620 m    |
| P-63D    | 9,96 m  | 11,91 m  | 3,40 m | – m²       | 3209 kg     | 3964 kg    | 727 km/h na 8473 m 703 km/h na 9144 m                    | – m     | 3218 km | 4,4 min na 6096 m 11,2 min na 8534 m |
| P-63E-1  | 9,96 m  | 11,94 m  | 3,88 m | – m²       | 3311 kg     | 4263 kg    | 660 km/h na 7620 m                                       | – m     | 3460 km | 7,6 min na 7620 m                    |